# Get Busy
Get Busy är en låt av Sean Paul. Det är den femte låten på albumet Dutty Rock, och släpptes som singel 2003.